# Eucometis penicillata
Eucometis penicillata е вид птица от семейство Тангарови (Thraupidae), единствен представител на род Eucometis.

## Разпространение
Видът е разпространен в Белиз, Боливия, Бразилия, Венецуела, Гватемала, Гвиана, Еквадор, Колумбия, Коста Рика, Мексико, Никарагуа, Панама, Парагвай, Перу, Суринам, Френска Гвиана и Хондурас.